# 張必果
張必果（1891年—1936年4月10日），名鴻策，字梓芳，又名堯森，四川省鄰水縣龍安鄉人，曾任重慶市市長。

## 生平
- 順慶中學堂肄業
- 四川陸軍速成學校畢業[3]。
- 鄰水縣教育會會長[4]。
- 1913年赴日本留學，山口高等商業學堂肄業，後於明治大學畢業〔另書作法政大學[5]〕
- 內務部編譯處編譯員[6]。
- 民國四年（1915年），國民大會籌備員[7]。
- 民國五年（1916年）2月2日，中華民國留日學生總會正式成立評議、執行兩部，被推選為文事委員會編輯委員（編輯主任為李大釗）[8]。
- 北京《晨報》編輯[9]。
- 川軍第二十一軍派駐北平代表。
- 1921年12月，川軍援鄂戰爭失敗之後，受命到宜昌與北洋軍長江上游總司令孫傳芳簽訂川鄂聯防協定，其內容為各守邊界，共同剿匪，川鹽銷鄂，“援鄂之戰”始告結束。[10]。
- 劉湘委任其為財會委員[11]。
- 1928年，任二十一軍參議，為四川軍閥劉湘的重要幕僚。
- 民國十八年（1929年）5月，劉航琛約同何北衡、甘典夔、張必果、周季悔等人發起創辦川康殖業銀行，任董事[12][13]。
- 民國二十年（1931年）4月23日，四川省選出國議代表張必果等三十人；5月8日，國民會議法制審查委員會委員[14]，農界代表[15]。
- 民國廿一年（1932年）4月28日，任蒙藏委員會委員[16]，民國廿五年〈1936年〉4月24日免[17]。
- 1934年，成都華西日報社長[18]。
- 重慶濟川公報社長[19]。
- 華西興業公司理事[20]。
- 1935年，紅軍長征入川時，任「剿匪軍」前線指揮。
- 1935年1月8日，委任四川善後督辦公署秘書長張必果為四川省會公安局長，並兼任四川省會警備司令部副司令。張必果以任務繁重為由辭任公安局長[21][22]。
- 四川善後督辦公署秘書長[23]。
- 1935年6月24日，國民政府行政院任命為重慶市市長[24]。
- 1935年，中國國民黨第五次全國代表大會召開，四川省代表傅常因職務關係未能出席，以張必果補充[25][26]。
- 1936年4月，因公飛成都、行前卽患咳嗽、抵蓉後病勢轉劇、滯蓉調治、九日起突趨沉重、延至十日晨三時逝世[27][28][29]，有說因為「大川飯店事件」被其主劉湘賜死[30]。

## 軼事
張必果未納小星之聲明

四川革命軍駐京代表張必果，以革命人物，而不免於徵歌買笑，致謠諑紛紜，傳其已納小星。張頗懼內，因登報聲明如後。

張必果啟事：國人喜談男女問題，凡關兩性之事，必張大其詞以為快。予旅京一載而蜚語頻來，不曰“別有戀愛”，即曰“新納側室”，捕風捉影之餘，若真有其事者。於是良朋引為杞，憂，恐其死於安樂；愛妻聞而惶惑，囗囗發生誤會；波詭雲譎，得未曾有。夫予既號稱代表而奔走於囗囗豪華之區，則徵歌買笑之事，在所不免。然而逢場做戲，事過輒忘，初無所謂戀愛也。況予既有妻，相處甚洽，雅不欲別生枝節以自擾，匪特現在無納妾之事，即盡此餘年，亦絕無所圖，此則差堪自信。用特聲明